# Distelfalter

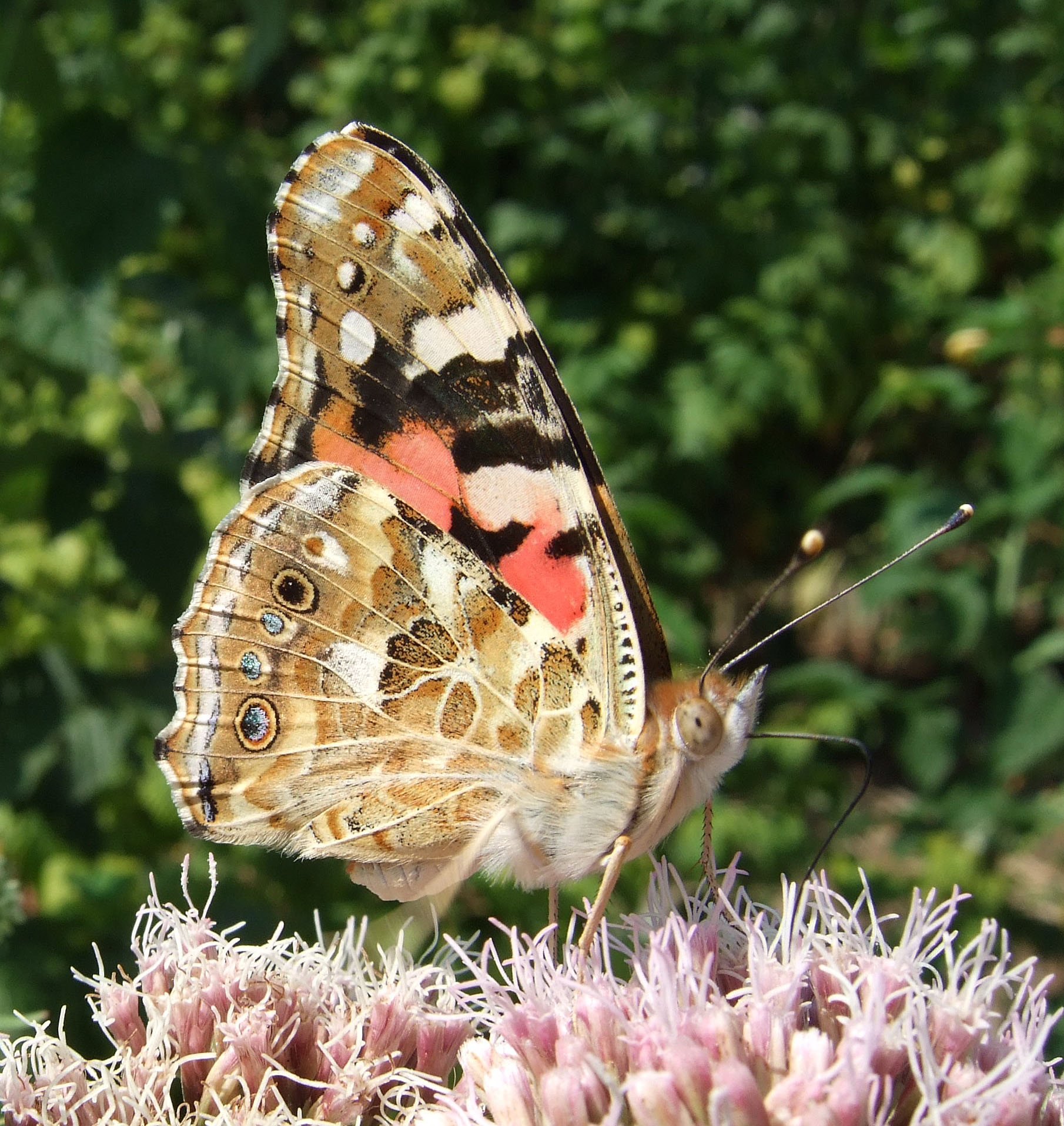
Unterseite der Flügel

Wanderung der Distelfalter von Nordafrika nach Europa

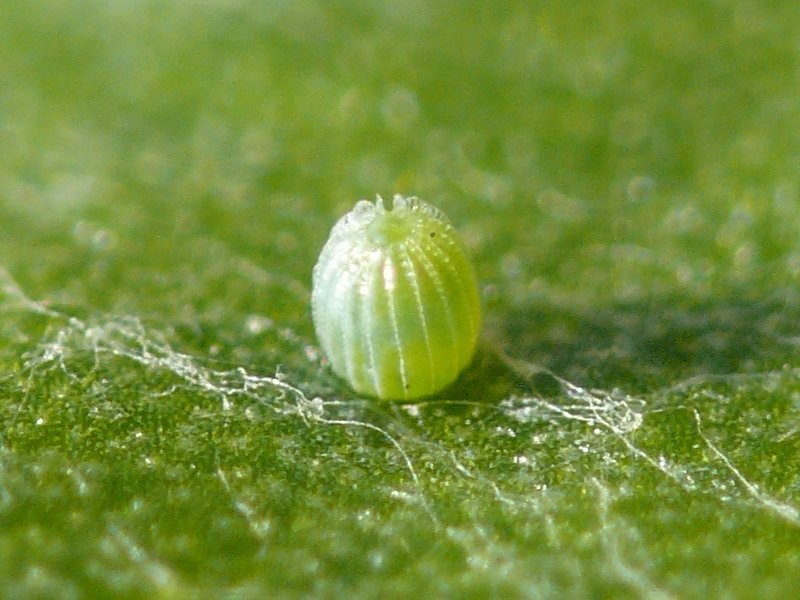
Ei des Distelfalters auf Distelblatt

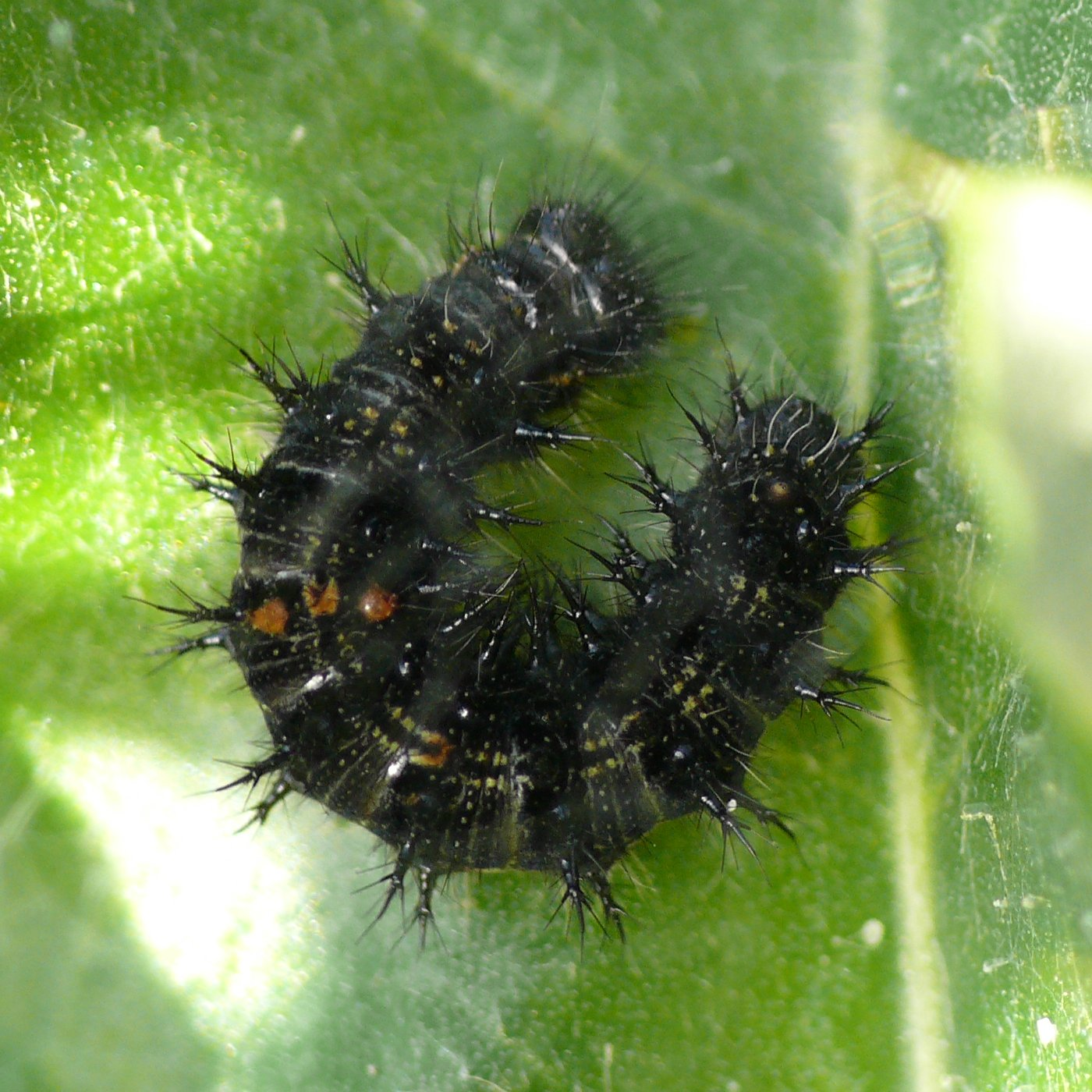
Jungraupe des Distelfalters

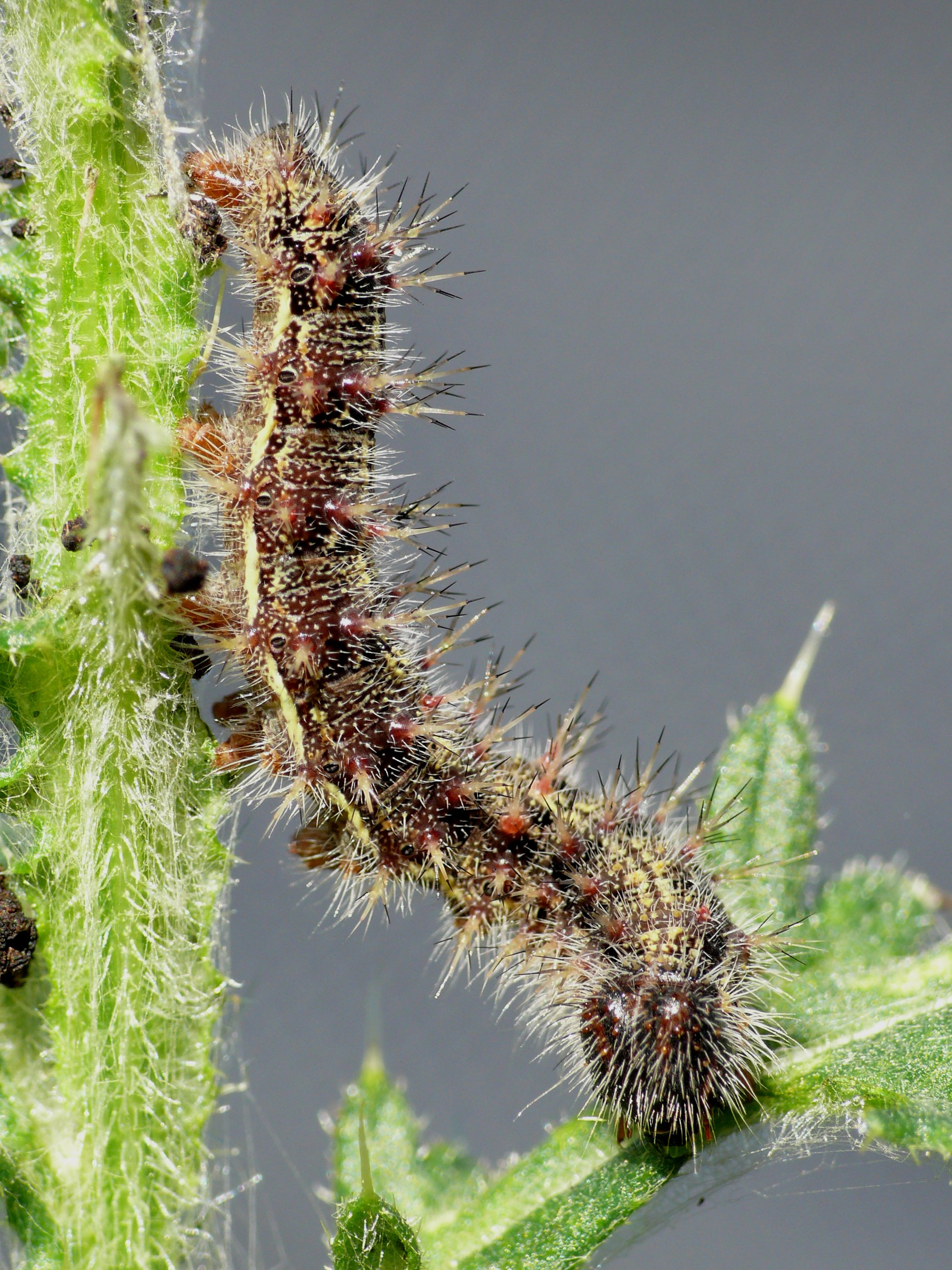
Raupe des Distelfalters

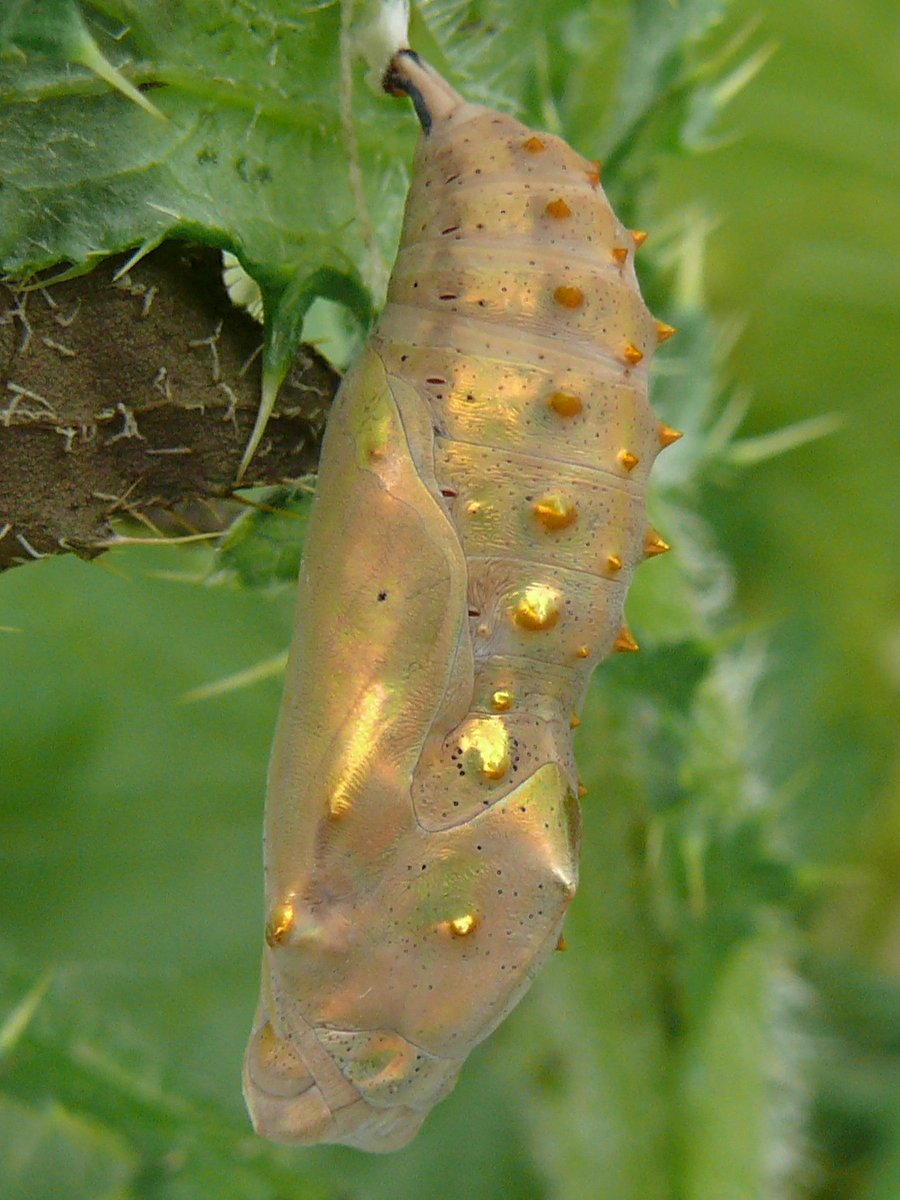
Puppe des Distelfalters

Der Distelfalter (Vanessa cardui, Syn.: Cynthia cardui) ist ein Schmetterling aus der Familie der Edelfalter (Nymphalidae). Das Artepitheton leitet sich von Carduus (Ringdisteln) ab, einer Pflanzengattung, deren Blätter den Raupen als Nahrung dienen.

## Merkmale
Die Falter erreichen eine Flügelspannweite von 45 bis 60 Millimeter. Die Spitzen der Vorderflügel ähneln denen des Admirals, sie sind auch schwarz gefärbt und tragen mehrere große und kleine weiße Flecken. Das Wurzelfeld bzw. die innere Flügelhälfte weist aber eine orange und schwarz gefleckte Zeichnung auf. Der Flügelansatz ist gelbbraun gefärbt. Die Hinterflügel sind am Ansatz ebenfalls gelbbraun und weisen ein ausgedehntes, der Zeichnung der Vorderflügel ähnelndes Muster auf, dessen schwarze Flecken aber nur am Flügelaußenrand kräftig gefärbt sind, die anderen Flecken sind blass. Die Unterseite der Hinterflügel ist weiß und in verschiedenen Brauntönen marmoriert und trägt am Außenrand fünf unterschiedlich große Augenflecke. Die Unterseite der Vorderflügel ist wie die Oberseite gefärbt, aber deutlich blasser. Am Vorderrand sind daneben zwei größere helle Flecken sichtbar. Das Schwarz der Flügelspitzen ist zum Teil mit Brauntönen vermischt und zur Flügelbasis hin kann das Orange in Richtung rot gefärbt sein.

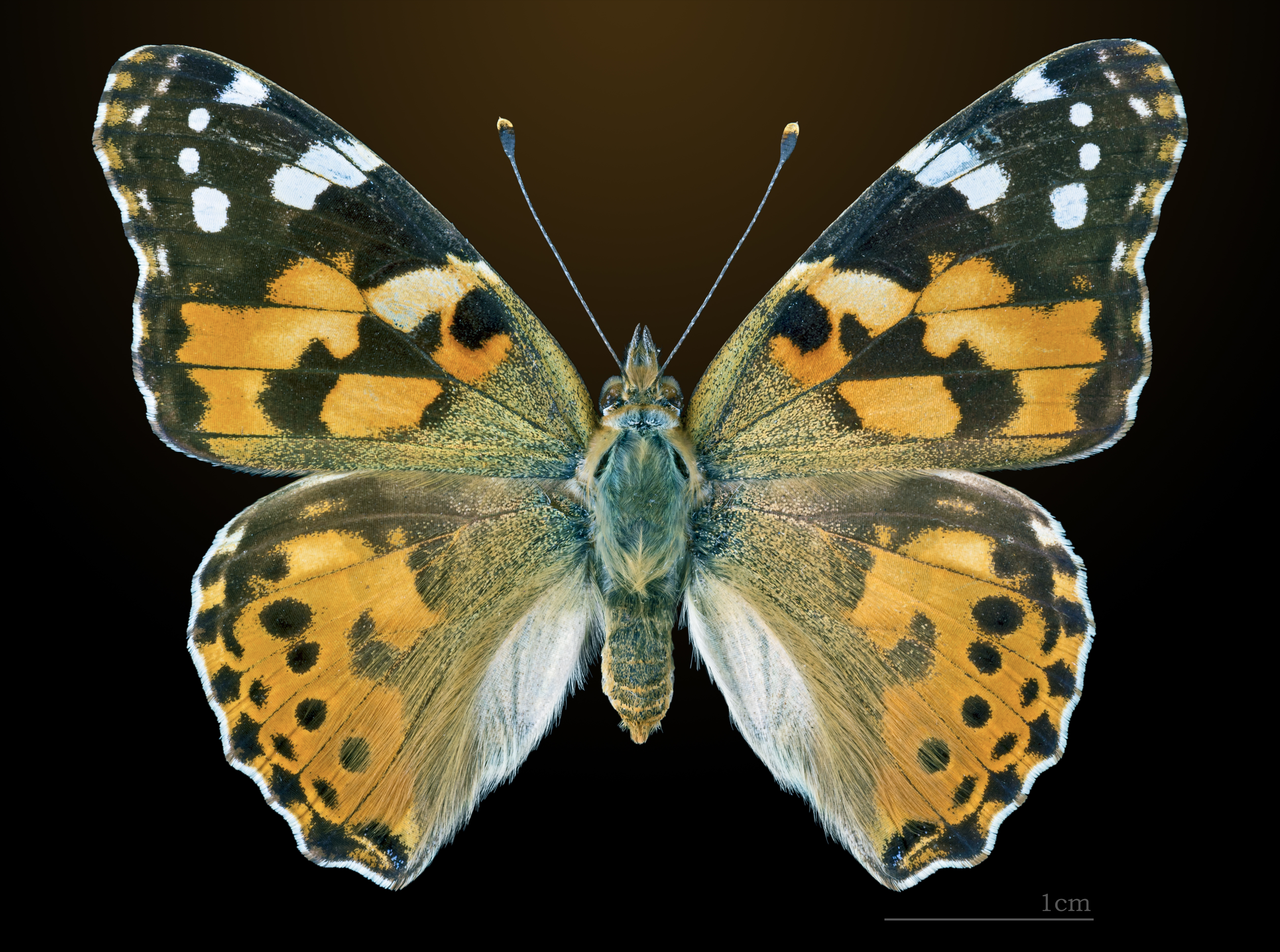
Vanessa cardui
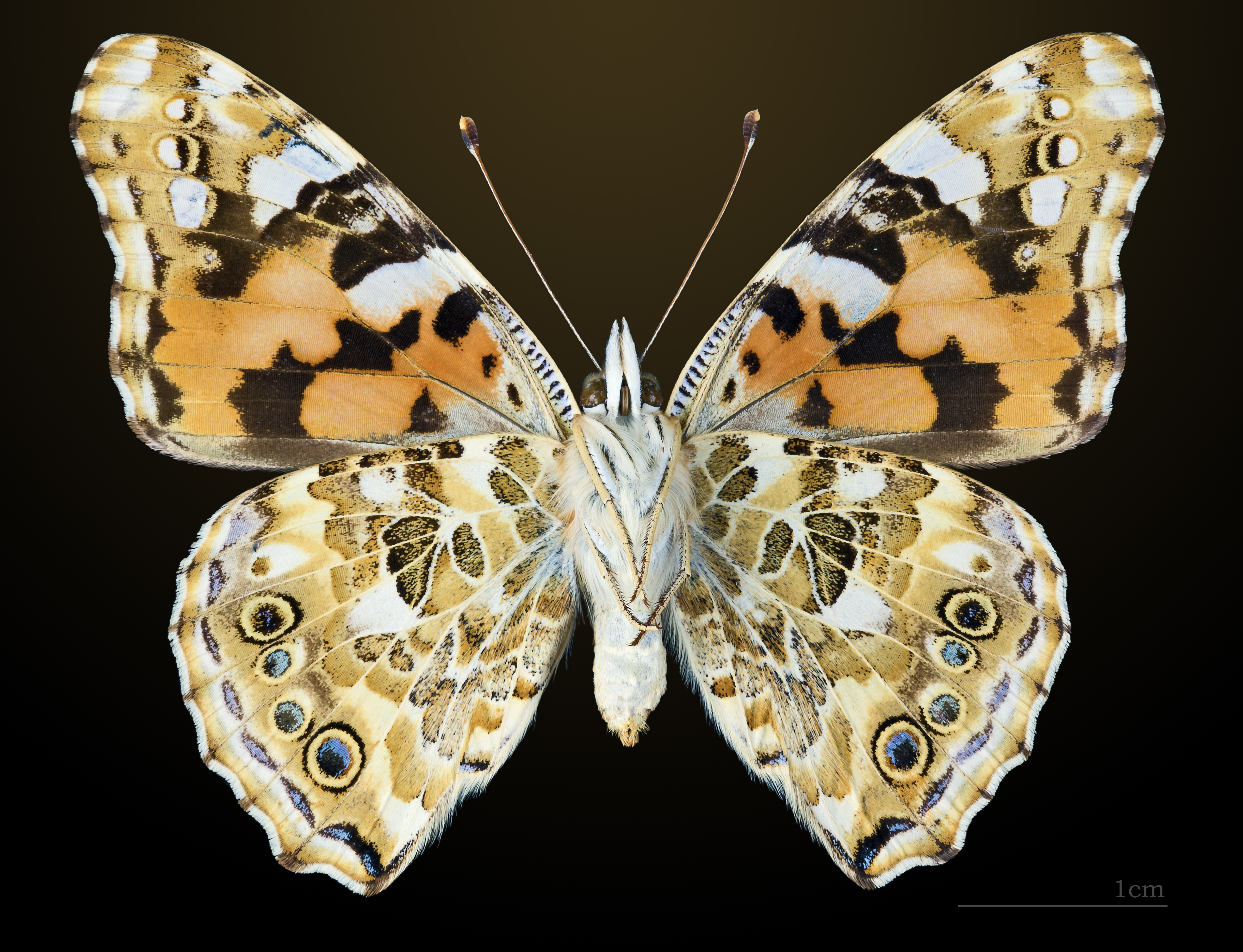
△  Vanessa cardui

Die Raupen werden ca. 40 Millimeter lang und tragen auf jedem Segment einen Dornenring mit sich verästelnden Dornen. Ihre hell gelbliche bis grünbraune Körpergrundfärbung wird von einem feinen, variablen dunklen Muster dominiert. Der Rücken und/oder die Segmentringe zwischen den Dornen sind meist mit mehr gelb gefärbt, die Basis der Dornen ist meist rötlich. Es gibt aber auch sehr helle Raupen, die sehr viel Weiß in ihrer Färbung aufweisen.

### Ähnliche Arten
- Amerikanischer Distelfalter (Vanessa virginiensis)
- Admiral (Vanessa atalanta)
- Kanarischer Admiral (Vanessa vulcania)

### Synonyme
- Cynthia cardui
- Papilio cardui
- Pyrameis cardui

## Vorkommen
Distelfalter sind Wanderfalter und kommen in ganz Europa, Nordafrika, Asien, Nordamerika und Australien bis in eine Höhe von ca. 3.000 Metern vor. Ihr Heimatgebiet liegt aber in den subtropischen Steppengebieten. In Europa sind sie nur in den heißen Mittelmeergebieten dauerhaft bodenständig; im restlichen Südeuropa benötigt die Art mehrere aufeinanderfolgende Jahre mit guten Bedingungen um zeitweise bodenständig zu sein. Sie leben in trockenem Gelände, wie z. B. auf Trockenrasen, man findet sie aber nahezu überall in großer Zahl, wo Disteln wachsen.
Bei ihren Wanderungen können die Falter weite Strecken zurücklegen, indem sie sich vom Wind tragen lassen. Dadurch erreichen sie sogar den hohen Norden Europas. In den neu besiedelten Gebieten vermehren sie sich zum Teil mehrmals; die Nachkommen wandern aber wieder in für sie günstige Gebiete ab, da sie tiefe Temperaturen im Winter nicht überstehen können. Zahlreiche Tiere schaffen den Weg über die Alpen aber nicht rechtzeitig und verenden. Man kann dann an Gletschern manchmal eine größere Anzahl von toten Distelfaltern finden.

## Lebensweise
Die Falter findet man oft beim Saugen an Distelblüten, an den Blütenköpfen von Rotklee und an Schmetterlingsflieder (Buddleja davidii). Zum Aufwärmen sitzen sie oft an einer vegetationsfreien Stelle am Boden.

### Flug- und Raupenzeiten
In ihren Ursprungsgebieten kommen sie das ganze Jahr über ohne Diapause vor und bilden eine Generation nach der anderen aus. In Europa fliegen die Falter von Mai bis Juli ein. Sie bilden dann je nach Klima bis zu zwei Generationen aus, die von Juli bis August und von September bis Oktober fliegen. Die Raupen der ersten neu ausgebildeten Generation findet man von Juni bis Juli, die der zweiten von August bis September.

### Nahrung der Raupen
Die Raupen ernähren sich je nach besiedeltem Gebiet von einer Vielzahl verschiedener Pflanzenfamilien. In Europa finden sie sich auf Arten der Kürbisgewächse (Cucurbitaceae), Korbblütler (Asteraceae), Hülsenfrüchtler (Fabaceae), Weinrebengewächse (Vitaceae), Malvengewächse (Malvaceae), Kreuzblütengewächse (Brassicaceae) und Raublattgewächse (Boraginaceae). Sie bevorzugen aber Gewöhnliche Kratzdistel (Cirsium vulgare), Kohl-Kratzdistel (Cirsium oleraceum) und andere Kratzdisteln und Ringdisteln (Carduus spec.) sowie Eselsdistel (Onopordum acanthium). Bei den gelegentlichen Masseneinflügen von bis zu mehreren Hundert Millionen Distelfaltern nach Mitteleuropa ist es laut Jürgen Hensle vom Lepiforum an Mariendistel (Silybum marianum) im großflächigen feldmäßigen Anbau südlich von Wien mehrfach zu vollständigem Kahlfraß gekommen. Man findet die Raupen gelegentlich auch auf Großer Brennnessel (Urtica dioica) und Moschus-Malve (Malva moschata).

### Entwicklung
Die Weibchen legen ihre kegelförmigen, gräulichen und längsgerillten Eier einzeln an der Blattoberseite der Futterpflanzen ab. Dabei setzen sich die Tiere waagerecht an der Oberseite der Pflanzen ab und legen das Ei auf ein unter sich befindliches Blatt ab, zu dem sie den Hinterleib hinstrecken. Die daraus schlüpfenden Raupen spinnen die Blattspitze, später das ganze Blatt zusammen, so dass sie geschützt fressen können. Bei Disteln spinnen sie ein Gespinst zwischen Blattansatz und Stiel.